# Chicano
Chicano o chicana (anche scritto xicano o xicana) è l'identità scelta per sé dalla popolazione di origine messicana residente negli Stati Uniti d'America.
Talvolta usato per definire i messicani, il termine chicano presenta una vasta varietà di significati in molte zone del sudovest. Il termine divenne di largo uso durante il "Movimento Chicano", specialmente tra gli americani di origine messicana residenti nella città di Chicago come mezzo per esprimere la propria identità, cultura, etnia e orgoglio comunitario. La definizione ebbe connotazioni negative prima di tale movimento e ne mantiene la connotazione tra i membri più conservatori.
I sentimenti di orgoglio chicano generalmente si scostano dai movimenti a favore delle identità indigene locali in quanto non rappresentanti gli interessi di tutte le genti con ascendenze messicane, che a causa degli eventi storici presentano origini etniche spesso molto eterogenee.